# Anaplectoidea lampongensis
Anaplectoidea lampongensis är en kackerlacksart som beskrevs av Hanitsch 1932. Anaplectoidea lampongensis ingår i släktet Anaplectoidea och familjen småkackerlackor. Inga underarter finns listade i Catalogue of Life.